# Sandra Gruszczyńska
Sandra Gruszczyńska (ur. 14 października 1986) – polska judoczka.
Była zawodniczka WKS Gwardia Warszawa (2000-2007). Brązowa medalistka zawodów pucharu Europy juniorek 2005 w Cetniewie oraz mistrzostw Polski seniorek 2004 w kategorii do 48 kg. Ponadto m.in. mistrzyni Polski juniorek 2003 i mistrzyni Polski kadetek 2002.